# Neu Falkenrehde
Neu Falkenrehde ist ein Wohnplatz im Ortsteil Falkenrehde der Stadt Ketzin/Havel im Landkreis Havelland in Brandenburg.

## Geografische Lage
Das Dorf liegt an der Landstraße 862 und damit an der Verbindung zwischen der Stadt Ketzin/Havel im Westen und Falkenrehde im Osten. Südlich liegt der Ketziner Wohnplatz Paretzhof, nordwestlich der Ortsteil Etzin. Die Bebauung erstreckt sich in nördlich und südlich der Landstraße; die umgebenden Flächen werden vorwiegend landschaftlich genutzt.

## Geschichte
Der Wohnplatz erschien erstmals im Jahr 1833 in seiner heute noch genutzten Schreibweise. Es handelte sich dabei eine Reihe von zehn einzelnen Gehöften, die auf der wüsten Feldmark Stolp angelegt wurde. Stolp wurde 1197 erstmals urkundlich erwähnt, wurde aber schon im Landbuch Karls IV. im Jahr 1375 als wüst bezeichnet und fortan von den Bauern aus Falkenrehde genutzt. In Neu Falkenrehde standen im Jahr 1860 insgesamt neun Wohn- und 21 Wirtschaftsgebäude, in denen 141 Menschen lebten (1858). Bis 1925 war die Zahl der Einwohner auf 110 Personen gesunken. Neu Falkenrehde war 1957 ein Ortsteil von Falkenrehde. Im Jahr 1960 gab es im Dorf eine LPG Typ I mit 17 Mitgliedern, die insgesamt 54 Hektar landwirtschaftliche Nutzfläche bearbeiteten. Der Ort war seit 2020 Drehort einer Serie des Rundfunk Berlin-Brandenburg (rbb), Warten auf’n Bus, die sich mit dem Lebensgefühl 30 Jahre nach der Wende auseinandersetzt.